# شتیخوو
شتیخوو (به لاتین: Štěchov) یک منطقهٔ مسکونی در جمهوری چک است که در ناحیه بلانسکو واقع شده‌است. شتیخوو ۱٫۶۷ کیلومتر مربع مساحت و ۱۷۰ نفر جمعیت دارد و ۴۷۹ متر بالاتر از سطح دریا واقع شده‌است.